# Mistrzostwa Świata FIBT 1987
Mistrzostwa Świata FIBT 1987 odbyły się w dniu 19 lutego 1987 w szwajcarskiej miejscowości Sankt Moritz, gdzie rozegrano konkurencję męskich dwójek i czwórek bobslejowych.

## Dwójki
- Data: 19 lutego 1987

| Miejsce | Narodowość | Zawodnik                             | czas |
| ------- | ---------- | ------------------------------------ | ---- |
| 1       | Szwajcaria | Ralph Pichler Celeste Poltera        | -    |
| 2       | Szwajcaria | Hans Hiltebrand Andre Kisser         | -    |
| 3       | NRD        | Wolfgang Hoppe Dietmar Schauerhammer | -    |

## Czwórki
- Data: 19 lutego 1987

| Miejsce | Narodowość | Zawodnik                                                         | czas |
| ------- | ---------- | ---------------------------------------------------------------- | ---- |
| 1       | Szwajcaria | Hans Hiltebrand Urs Fehlmann Erwin Fassbind Andre Kisser         | -    |
| 2       | NRD        | Wolfgang Hoppe Bogdan Musiol Roland Wetzig Dietmar Schauerhammer | -    |
| 3       | Szwajcaria | Ralph Pichler Heinrich Ott Edgar Dietsche Celeste Poltera        | -    |

## Tabela medalowa
| Miejsce | Państwo    |   |   |   | Razem |
| ------- | ---------- | - | - | - | ----- |
| 1.      | Szwajcaria | 2 | 1 | 1 | 4     |
| 2.      | NRD        | 0 | 1 | 1 | 2     |